# Lago alpino

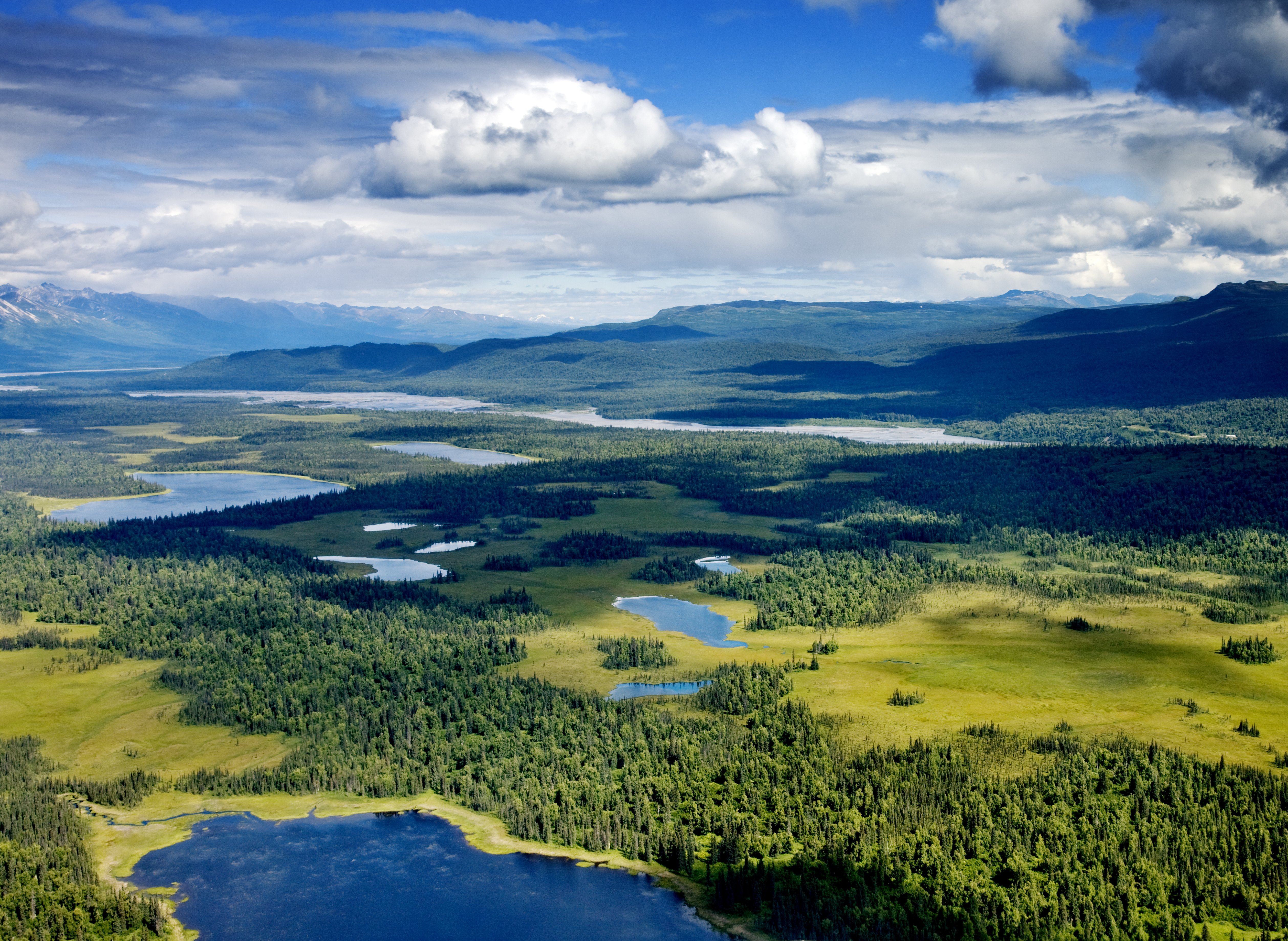
Lagos y bosques alpinos, parque nacional Denali, Alaska

Los lagos alpinos son lagos o embalses que se encuentran a grandes altitudes, generalmente  alrededor de 1524 metros de altura como mínimo o están por encima de la línea de árboles.
Los lagos alpinos son generalmente más claros que los lagos en las elevaciones más bajas, debido al agua más fría que contiene menos cantidad de algas y retarda el crecimiento del musgo en el agua. A menudo, estos lagos están rodeados de pinos, álamos temblones y otros árboles de gran altitud.   

## Lagos alpinos famosos
- Lago Sevan, Armenia
- Lago del Cráter, Estados Unidos
- Lago Tianchi, Corea del Norte / China
- Lago Issyk-Kul, Kirguistán
- Lago Rush, Pakistán
- Lago Tahoe, Estados Unidos
- Lago Titicaca, Perú / Bolivia (el lago alpino natural más grande del mundo)
- Lago Yellowstone, Estados Unidos
- Lago Saiful Muluk, Pakistán
- Lago Tenaya , Estados Unidos
- Lago Baikal, Rusia
- Pangong Tso, India
- Lago Tsomgo, India
- Lago Gangabal, India
- Lago Van, Turquía
- Lago Rara, Nepal
- Lago Tarsar, India